# Citrus Heights (Kalifornia)
Citrus Heights város az USA Kalifornia államában, Sacramento megyében. Lakosainak száma 87 583 fő (2020. április 1.).

## Népesség
A település népességének változása:

| 2010 | 83 301 |
| 2020 | 87 583 |